# Lasiodeictes niger
Lasiodeictes niger är en tvåvingeart som beskrevs av Lindner 1964. Lasiodeictes niger ingår i släktet Lasiodeictes och familjen vapenflugor. Inga underarter finns listade i Catalogue of Life.